# Ryōhei Hirose
Ryōhei Hirose (jap. 廣瀬 量平, Hirose Ryōhei; * 17. Juli 1930 in Hakodate; † 24. November 2008) war ein japanischer Komponist.

## Leben
Hirose studierte an der Kunsthochschule Tokio bei Tomojirō Ikenouchi und Akio Yashiro. 1963 komponierte er die Musik zu einem Schauspiel von Yoshie Hotta für traditionelle japanische Instrumente. In der Folge erhielt er zahlreiche Kompositionsaufträge für japanische Instrumente und setzte sich besonders für die Shakuhachi, eine japanische Bambusflöte ein.
Seit den 1970er Jahren entstanden auch Kompositionen für europäische Instrumente, so für Harfe, Celesta, Klavier, Cello, Viola, Perkussionsinstrumente und andere, wobei Hirose japanische und europäische Musiktradition miteinander verband. Bekannt wurden auch seine Kompositionen für Tonband.
Von 1977 bis 1996 war Hirose Musikprofessor an der Universität Kyōto. Außerdem unterrichtete er auch am Konservatorium (1977–79) und der Kunsthochschule Tokio (1991–98) und gab Gastvorlesungen am Mozarteum Salzburg (1999) und der Folkwang Universität in Essen (2003).

## Werke für Shakuhachi
- Hina
- Izayoi
- Metamorphosen of Midare für Koto
- Shakuhachi Kyosokyoku, Shakuhachi-Konzert
- Shuko
- Toruso, 1963
- Heki für Shakuhachi und Streicher, 1964
- Ryo für Shakuhachi, Streicher und Perkussion, 1967
- Aki für zwei Shakuhachi, 1969
- Hare für drei Shakuhachi, 1969
- Hi für Shakuhachi, Streicher und Perkussion, 1969
- Shu für Shakuhachi, Streicher und Perkussion, 1969
- Makimuku, Quartett für Shakuhachi, 1971
- Byo, 1972
- Kakurin, 1973
- Vivaruta, 1973
- Yawatame, Quartett für Shakuhachi, 1973
- Yumejuya, 1973
- Yukiaya, Quartett für Shakuhachi, 1975
- Tenraichikyo, 1976
- Tamafuri, 1982